# Rechtsanwaltskammer für den Oberlandesgerichtsbezirk Braunschweig
Die Rechtsanwaltskammer für den Oberlandesgerichtsbezirk Braunschweig ist eine von 28 Rechtsanwaltskammern in Deutschland. Sie ist eine Körperschaft des öffentlichen Rechts und hat ihren Sitz in Braunschweig, Niedersachsen. Ihr Kammerbezirk erstreckt sich im Bezirk des  Oberlandesgerichts Braunschweig auf die Landgerichtsbezirke Braunschweig und Göttingen.
Die Selbstverwaltungsorganisation der zugelassenen Rechtsanwälte und Rechtsanwaltsgesellschaften wird von einem 15-köpfigen Vorstand und Präsidium geleitet. Kammerpräsident ist Michael Schlüter.
Zum Jahresbeginn 2024 gehörten ihr 1730 Mitglieder an.
Neben der Rechtsanwaltskammer Braunschweig gibt es in Niedersachsen noch die Kammern für die Oberlandesgerichtsbezirke Oldenburg und Celle.